# Рука бржа од ока
Рука бржа од ока је детективски роман британске списатељице Агате Кристи први пут објављен у САД од стране издавачке куће "Dodd, Mead and Company" 1952. године под насловом Убиство са огледалима и у Великој Британији од стране издавачке куће "Collins Crime Club" 17. новембра те године под Кристиним изворним насловом. Америчко издање коштало је 2,5 долара, а британско десет шилинга и шест пенија. У књизи се појављује њена детективка госпођица Марпл.
Једна рецензија у време објављивања хвалила је суштину радње, али сматрала је да се друга половина романа креће преспоро. У каснијој рецензији сматрало се да је овај роман показао „дефинитивне знаке опадања“ и сматрало се да се ауторка не осећа сасвим пријатно са окружењем које је описала у роману.

## Радња
Током посете школској другарици из Америке Рут ван Рајдок у Лондону, госпођица Марпл сазнаје да је Рут озбиљно забринута за своју сестру Кери Луиз. Она тражи од госпођице Марпл да посети Кери Луиз у Стонигејтсу, њеном дому у Енглеској. Госпођица Марпл пристаје на посету. Задивљена је величином викторијанске виле која сада има засебну зграду за дечаке преступнике што је био циљ због ког су се ангажовали Кери Луиз и њен трећи супруг Луис Сероколд. Кери Луиз има породицу која живи са њом јер је њена унука Ђина довела свог мужа Американца Волтера у Енглеску да упозна породицу. Ћерка Милдред Стрит вратила се кући пошто је остала удовица. Посинци Стивен и Алексис Рестарик, сада одрасли, чести су посетиоци и присутни су током посете госпођице Марпл. Једна од првих особа са којима се госпођица Марпл сусрела био је Едгар Лосон, младић који обавља функцију Сероколдовог тајника. Лосон показује јасне знаке параноидне шизофреније, али људи на то углавном не обраћају пажњу.
Госпођица Марпл сазнаје да је Кери Луиз искусила здравствене проблеме успутне старости. Ипак, госпођица Марпл је задовољна што види да је Кери Луиз и даље слатка, идеалистична и пуна љубави особа коју познаје.
У Стонигејтс стиже неочекивани посетилац — Кристијан Галдбрандсен, посинак Кери Луиз из првог брака и повереник добротворне фондације коју је његов отац основао богатством које је стекао у животу. Луис Сероколд одлази са железничке испоставе и на тераси среће Кристијана. Госпођица Марпл их посматра кроз двоглед за посматрање птица и покушава да сазна разлог Кристијанове неочекиване посете. Она је чула неколико фраза које се тичу важности скривања проблема од Кери Луиз и да се двојица мушкараца слажу да позову помоћ споља. Обојица улазе на вечеру, а затим се Кристијан повлачи у своју собу да пише писма.
Остатак домаћинства је задивљен слушањем призора који се одиграо иза закључаних врата радне собе Луиса Сероколда. Лосон улази унутра са пиштољем и гласно разговара са Луисом, тврдећи да му је Луис отац и да се према њему лоше понашао. Лосон прети да ће га упуцати док Луис покушава да смири младића.
Напетост је додата призору јер је проблем са струјом довео до замрачења већег дела велике сале испред Луисове радне собе. Волтер зна како да поправи преоптерећени осигурач па напушта просторију да га поправи, а затим се поново придружује скупини. Док је Едгар Лосон оговарао Луису, породица је чула пуцње и интервенисала покушавајући да отворе врата. Неки, али не сви, чули су још један пуцањ (који није испаљен у Луисовој радној соби). Када су се врата Луисове радне собе коначно отворила, Луис се подсмевао свакој бризи за себе и виде да су меци које је Лосон испалио погодили зид. Лосон се срушио у сузама и извињењима.
У међувремену, „Весела“ Џулијет Белвер, кућна помоћница и дружбеница Кери Луиз, изашла је да пронађе кључ радне собе. Она се вратила у собу и каже да је позвала полицију, не због призора између Едгара Лосона и Луиса Сероколда, већ зато што је нашла Кристијана Гулбрандсена мртвог у његовој соби од пуцња.
Луис наставља до Кристијанове собе, а за њим Кери Луиз и госпођица Марпл. Алексис Рестарик стиже у кућу. Његов брат Стивен је већ био тамо јер је свирао клавир после вечере. Онда стиже полиција.
Инспектор Кари брзо констатује да нико од људи из установе за делинквенте није умешан као ни било ко од послуге. Кари открива да је у писаћој машини био лист хартије када је Џоли ушао у собу мртваца. Луис признаје да га је уклонио, објашњавајући да се плашио да ће га његова жена прочитати и открити да је разлог Кристијанове посете био његов страх да је неко тровао Кери Луиз. Луис указује да је отров у њеном леку, течности за коју се показало да садржи арсен.
Госпођица Марпл износи опаску да би већина породице била задовољна када би се открило да је Волтер убица, али Кристијан није убијен из Волтеровог пиштољ јер је он био код Лосона током паузе. Полиција проналази оружје убиства испод неке музике унутар клавирске клупе.
Алексис објашњава да је његову вожњу до куће успорила магла и да му је оно што је видео и чуо у магли, попут пуцњаве и звука како неко трчи, дало замисао за позоришну сцену. Алексис замишља кућу као позорницу због чега је госпођица Марпл почела другачије да размишља о убиству. Следеће вечери, Алексис и дечак Ерни Грег су побијени сценским теговима.
Госпођица Марпл објашњава полицији како је једна особа могла да побегне од Луисове радне собе до Кристијанове собе дуж терасе за мање од два минута — Луис Сероколд. Лосон је говорио и као он и као Луис док је Луис убио Кристијана и вратио се задихан. Сумња на тровање Кери Луиз била је лукавство које је створио Луис. Прави разлог посете Кристијана Галбрандсена био је тај што је сазнао да је Луис проневерио новац из Повереништва Галбрандсен. Читалац такође сазнаје да се Едгар Лосон само претварао да је шизофреничар. У ствари је Луисов ванбрачни син.
Када се суочио са полицијом, Лосон је побегао из куће, скочио у стари чамац да би прешао језеро на имању. Чамац је почео да тоне па је Луис Сероколд скочио у језеро да спасе сина. Обојица су се уплели у трску која облаже језеро и удавили се пре него што је полиција стигла до њих. Сцена ових смрти завршила се тако што је Кери Луиз шетала у затвореном са својом ћерком Милдред док се испољавала нова солидарност између мајке и ћерке. Унука Кери Луиз Ђина пристала је да се врати у Америку са својим мужем Американцем Волтером спречавајући претњу разводом.

## Ликови
- Госпођица Марпл: старица са детективским вештинама.
- Рут ван Рајдок: стара школска пријатељица госпођице Марпле, америчког друштванца.
- Кери Луиз Сероколд: Рутина млађа сестра, такође школска другарица госпођице Марпл.
- Луис Сероколд: трећи муж Кери Луиз, некада рачуновођа, а сада ентузијаста за добротворни третман малолетних преступника.
- Ђина Хад: унука Кери Луиз из њеног првог брака. Рођена је у Италији, преселила се у Енглеску као дете јер јој је мајка умрла на порођају. Провела је Други светски рат у САД са својом тетком Рут, послата тамо ради безбедности. Њена мајка је била Пипа, усвојена ћерка Кери Луиз и њеног првог мужа Ерика Галбрандсена.
- Волтер Хад: Ђинин супруг американац.
- Милдред Стрит: Пипина сестра и једино дете које је родила Кери Луиз и њен први муж господин Галбрандсен. Остала је удовица неколико година пре него што је прича почела.
- Џулијет Белевер: одмиља Џоли, она је тајница и дружбеница Кери Луиз од Луизиног другог брака.
- Стивен Рестарик: син другог мужа Кери Луиз, који је од детињства сматрао Кери Луиз мајком, а њен дом својим домом, пошто му је отац умро недуго након развода од Кери Луиз. Он воли Ђину и ради у позоришту, често помажући делинквентима да тамо постављају представе.
- Алексис Рестарик: Стивенов старији брат који са љубављу гледа на Кери Луиз, као и на свог брата. Он воли Ђину и такође ради у позоришту. Убијен је у исто време када и Ерни, у позоришту.
- Кристијан Галбрандсен: син првог мужа Кери Луиз и Милдредин полубрат. Он је у одбору породичног повереништваа Галбрандсен, повремено посећује кућу на састанцима одбора. Он је прва жртва убиства.
- Едгар Лосон: један од делинквената, стигао је око месец дана пре почетка приче (након последњег састанка одбора повереништва Галдбрансен), који је често у кући и на терену и који блиско сарађује са Луисом Сероколдом.
- Др. Маверик: главни психијатар за програм малолетних делинквената. На све људе гледа као на „психичке случајеве”.
- Ерни Грег: један од делинквената који је активан у позоришту и убијен је зато што се Ђини хвалио оним што је рекао да је видео у ноћи убиства. Вероватно је измислио.
- Инспектор Кари: води полицијску истрагу о првом убиству и од својих претпостављених сазнаје о угледу госпођице Марпл у решавању злочина.
- Детектив наредник Лејк: помаже Карију у истрази у Стоунигејтсу.

## Назив
У тексту, госпођица Марпл каже „рука бржа од ока“: ово је жаргонски израз за илузије мађионичара и сцене. То је размишљање о томе што је наводи на нови поглед у вече првог убиства.

## Књижевни значај и пријем
Морис Ричардсон из часописа Посматрач 30. новембра 1952. је овако сабрао утиске: „Прво полувреме је живахно и трик покриће за убиство посинка је довољно уредно. Касније је приметан пад живахности, али је пола ударца боље него без дроге."
Роберт Барнард је за овај роман рекао да је његова радња била: „Необична (и не сасвим убедљива) средина делинквентног дома пуна неповерљивих адолесцената и неповерљивих добротвора. Кристијева није баш код куће можда зато што верује (речима госпођице Марпл) да су 'млади људи са добрим наслеђем и мудро васпитани у добром дому... они су заиста... људи потребни једној земљи.' Иначе веома уобичајено, са кућним плановима, маршијевским инквизицијама и другим и трећим убиствима учињеним најповршније." Он је то сабрао као „дефинитивне знаке опадања“.

## Прилагођавања
Урађено је неколико прилагођавања књиге за ТВ и филм.

### Филм
Неки елементи радње уграђени су у филм из 1964. Убиство ура! у којем је глумила Маргарет Радерфорд као госпођица Марпл заједно са симболичним признањем Мишоловци. Уместо на пространом викторијанском имању, дечаци преступници смештени су на пензионисаном броду званом Бетлдор и повремено излазе на обалу како би починили несташлук под управом свог злочиначког мозга. Осим ових елемената, међутим, овај филм није заснован ни на једном Кристином делу.
Прва исправна екранизација романа била је филм Убиство са огледалима из 1985. у ком су глумили Хелен Хејс као госпођица Марпл, сер Џон Милс као Луис Сероколд, Бет Дејвис као Кери Луиз и Тим Рот као Едгар Лосон. У филму има неколико разлика у односу на роман.
- Ликови Рут ван Рајдок, Алексиса Рестарика и Ернија Грега су избачени.
- Додат је нови лик госпођица Валентајн.
- Ђини и Волтеру Хаду и др. Маверику су имена промењена у Ђина и Воли Маркам и др. Макс Харгров.
- Кристијану Галбрандсену је презиме промењено у Галбрансон.
- Џулијет Белевер је презиме промењено у Белавер, а име јој није поменуто.

### Телевизија
Екранизација романа је емитована 29. децембра 1991. у ББЦ-овој серији Госпођица Марпл у којој глуме Џоан Хиксон као госпођица Марпл, Џин Симонс као Кери-Луиз Сероколд, Џос Екланд као Луис Сероколд и Фејт Брук као Рут ван Рајдок. Екранизација је у основи била верна роману са изузетком да је Алексис преживео покушај убиства. Такође, Рут ван Рајдок је била присутна у кући када се догодило прво убиство, а Лосон је покушао да преплива језеро, а не да бежи поквареним чамцем.
Роман је поново екранизован 1. јануара 2010. за четврту сезону ИТВ-ове серије Марпл у којој су глумиле Џулија Макензи као госпођица Марпл, Пенелопи Вилтон као Кери Луиз, Брајан Кокс као Луис Сероколд и Џоан Колинс као Рут ван Рајдок. Ова екранизација има неколико значајних измена и додатака:
- Алексиса Рестарика заменио је Џони Рестарик, Стивенов отац и бивши муж Кери Луиз. Уместо да стигне после убиства, Џони стиже пред крај сукоба између Лосона и Луиса и разоружава Лосона непосредно пре него што је откривено убиство господина Галбрандсена.
- Док су лик и улога Едгара Лосона у убиствима остали непромењени, његова смрт је незнатно промењена на два начина – прво, он је разоткривен због своје умешаности у убиства од стране госпођице Марпл уместо да се суочи са полицијом, и друго, он није користио трули чамац да побегне него је покушао да преплива језеро на имању. Луисови напори да га спасе остали су непромењени.
- Пипа је избрисана и Ђина је постала усвојена ћерка Кери Луиз у овој екранизацији, а не њена усвојена унука.
- Ђинина права мајка је промењена у Кетрин Елсворт, а објашњено је да је њена смрт настала вешањем пошто је проглашена кривом за тровање арсеном по три тачке. Ђина открива ову чињеницу и разоткрива своју везу са њом неколико тренутака пре Алексисове смрти, а како је то сазнала откривају истраге госпођице Марпл да је крива Милдред која је замерила што јој се придаје више пажње него њој.
- Иако је призор сукоба између Лосона и Луиса и даље био основа за прво убиство и задржао одређене елементе из изворне радње, он је значајно измењен у екранизацији:
  - Сви, осим господина Галбрандсена су отишли у радну собу да присуствују генералној проби, а не у Велику салу и тако лично сведочили о сукобу двојице мушкараца.
  - Лосонов разлог за суочавање са Луисом је промењен. Он је оптужио Луиса да га шпијунира, а не да му је прави отац.
  - Воли је постао првобитни осумњичени за убиство због свог одсуства да поправи осигураче и оружје убиства је његово. Полиција је тек почела да тражи на другим местима, а касније и Џонија, када је Ђина открила да радна соба има тајни пролаз који га повезује са ходником. Госпођица Марпл је у свом расплету објаснила да је тај ходник био само лажни траг пре него што је објаснила Луисове злочине.
- Уведен је нови лик - Витстабл Ернст, младић који служи казну за превару и проневеру. Ернст је помогао Луису у његовом финансијском мућењу у замену за награде као што су остриге и алкохол. Када је Луис сазнао да ће га господин Галбрандсен разоткрити, Ернст је запалио све записе о његовим поступцима за шта је госпођица Марпл посумњала када је намирисала нафту у тајном пролазу. Када је Џони почео да испитује Ернста, Луис је схватио опасност коју би могао да створи и тако му је дао остриге са арсеном. Ово га није убило већ га је само сачувало од опасности.
- Лик Ернија Грега је избачен из екранизација тако да иста има два убиства, а не три.

Постоји француска телевизијска екранизација емитована 2013. године као део телевизијске серије Мала убиства Агате Кристи (друга сезона, прва епизода). Епизода носи назив „Игра огледала“.